# Amenemés II
Nubicauré Amenemate II ou Amenemés II (em egípcio: Nbw-k3w-Rˁ Jmn-m-ḥ3.t) foi o terceiro faraó da XII dinastia egípcia e filho e sucessor de Sesóstris I. O historiador Manetão atribui-lhe um reinado de trinta e oito anos. Em geral situa-se o seu reinado entre 1 926 e 1 895 a.C.. 

## Família
Amenemés II era filho de Sesóstris I e Neferu III. A identidade de sua esposa é desconhecida, mas se conhecem quatro filhas e dois filhos. As filhas são Ita, Itauerete, Quenmete, Nofrete II e Quenemeteneferediete I, e os filhos Amenemateanque e Sesóstris II.

## Reinado
Enquanto era co-regente com seu pai Sesóstris I, Amenemés II liderou uma expedição de mineração de ouro à Núbia. Mais tarde, durante seu próprio reinado, mais expedições foram à Núbia e ao Sinai em busca de ouro e cobre; um novo poço de mina foi aberto no Sinai; e um empreendimento comercial foi feito para Punte (provavelmente localizado na costa africana ao sul da moderna Etiópia). As estátuas de Amenemés foram encontradas em várias cidades da Síria, e o tesouro de seu reinado descoberto em um templo em Taude, uma cidade no Alto Egito, contém vasos de ouro e prata de origem cretense, bem como selos cilíndricos da Mesopotâmia, verificando contatos estrangeiros.
No Egito, os governadores provinciais continuaram a desempenhar papéis administrativos importantes, e túmulos finos foram fornecidos para eles perto de suas cidades natais. A tumba da pirâmide de Amenemés, construída em Dasur, ao sul de Mênfis, foi inspirada na de seu pai, com um revestimento de calcário fino construído sobre paredes de contenção de tijolos de barro e um núcleo de entulho. Perto dele foram encontradas as joias pertencentes a uma filha de Amenemés, revelando o auge artístico de seu reinado.